# Magyarcsanád
Magyarcsanád (rumano: Cenadul Unguresc; serbocroata: Čanad - Чaнaд) es un pueblo húngaro perteneciente al distrito de Makó en el condado de Csongrád, con una población en 2012 de 1458 habitantes.
El entorno de la localidad alberga varios yacimientos arqueológicos, destacando la presencia de tumbas gépidas junto al río Mureș. En la Edad Media era un área rústica del monasterio de Apátfalva, que quedó abandonada al destruir los turcos la abadía en la década de 1550. Tras la expulsión de los turcos en 1686, la Paz de Karlowitz convirtió a esta zona en un puesto fronterizo, con lo cual se asentaron en la nueva localidad familias militares serbias. En 1750, la reina María Teresa disolvió el régimen fronterizo especial, provocando que los serbios emigraran y que el lugar fuese repoblado por rumanos. Entre 1950 y 1954 estuvo fusionado con la vecina localidad de Apátfalva, formando en conjunto una localidad llamada "Csanád". Actualmente es un pueblo donde los magiares son mayoría étnica, aunque existen notables minorías de gitanos y rumanos.
Se ubica sobre la carretera 43 en la periferia suroriental de la capital distrital Makó, junto a la frontera con Rumania marcada por el río Mureș. Al otro lado del río se ubica próxima la localidad rumana de Cenad.